# Bosanskohercegovački Hrvati nakon Daytonskog sporazuma

## Poslijeratno razdoblje
Razdoblje od 1996. do 2000. godine u Federaciji Bosne i Hercegovine spada u jedno od boljih vremenskih razdoblja za hrvatski narod u Bosni i Hercegovini. Hrvati su zahvaljujući svojem samoorganiziranju putem Hrvatske Republike Herceg-Bosne i njezinih oružanih snaga Hrvatskog vijeća obrane izborili svoj opstanak u Bosni i Hercegovini, u ratu u toj zemlji. U rujnu 1996. godine, na prvim izborima u Bosni i Hercegovini nakon rata očituje se političko jedinstvo hrvatskog naroda u Bosni i Hercegovini te HDZ BiH i nakon rata ostaje najjača politička snaga hrvatskog naroda. Nakon toga uslijedio je jaki gospodarski uspon Hrvata uz financijsku pomoć Republike Hrvatske. Hrvati postaju najprosperitetniji narod u Bosni i Hercegovini s jakim tvrtkama poput Aluminijskog kombinata u Mostaru i mesne industrije Lijanovići u Širokom Brijegu, najjačim bosanskohercegovačkim tvrtkama i Hercegovačkom bankom, srcem hrvatskog gospodarstva i hrvatskog napretka u Bosni i Hercegovini, koja je sama obavljala 36 % financijskih tijekova u Bosni i Hercegovini, više od trećine. Hrvati su u tom razdoblju imali svoju televizijsku kuću, Erotel, čiji se program, kao i programi HRT-a koje je Erotel reemitirao tijekom dana, mogao pratiti na čitavom području bivše Herceg-Bosne preko 41 zemaljskog odašiljača. Međunarodna zajednica, ne izravno, staje na stranu Bošnjaka, prvo prijetnjama gašenja Erotela u studenom 1999. godine, a zatim gašenjem signala te hrvatske televizije 17. veljače 2000. godine. Daljne odluke Visokog predstavnika na štetu Hrvata dovele su do proglašenja Hrvatske samouprave, 3. ožujka 2001. godine.
Rat u Bosni i Hercegovini je učinio svoje i utjecao je na etničku kartu Bosne i Hercegovine koja je do tada zbog velike izmiješanosti naroda često nazivana "leopardovo krzno". Tako su brojnim etničkim čišćenjima i progonima se dogodila velika preseljena naroda na područja koja je držala njihova vojska. Hrvati su se selili na područja koja je držao HVO, Bošnjaci na područja koja je držala Armija RBiH te Srbi na područja koja je držala Vojska RS-a. Na popisu stanovništva u Bosni i Hercegovini 1996. godine, koji je proveden od strane UNHCR-a (popis nije službeno priznat), Bosna i Hercegovina je imala 3.919.953 stanovnika. Od toga broja, Hrvata je bilo 571.317 ili 14.57 % ukupnog stanovništva te zemlje. Hrvati su zahvaljujući svojem samoorganiziranju putem Hrvatske Republike Herceg-Bosne i njezinih oružanih snaga Hrvatskog vijeća obrane izborili svoj opstanak u Bosni i Hercegovini.
Tijekom 1996. godine, Hrvatska demokratska zajednica Bosne i Hercegovine, najjača hrvatska politička stranka u Bosni i Hercegovini, radi na implementaciji oba sporazuma (Washingtonskog i Daytonskog) i oživotvorenja Federacije Bosne i Hercegovine, te se vode intenzivni razgovori s bošnjačkom stožernom strankom - Strankom demokratske akcije o podjeli vlasti na općinskim i županijskim razinama, kao i na razini Federacije BiH i države Bosne i Hercegovine. Dana 9. ožujka 1996. godine Zastupnički dom Hrvatske Republike Herceg-Bosne donosi odluku o postupnom prijenosa funkcije civilne vlasti Hrvatske Republike Herceg-Bosne na tijela vlasti Federacije Bosne i Hercegovine. Održavaju se utemeljiteljske skupštine županija u novoj Federaciji. U svibnju 1996. godine na sjednici Predsjedničkog vijeća Hrvatske Republike Herceg-Bosne reorganizirana je Vlada Hrvatske Republike Herceg-Bosne u prijelaznom razdoblju, te je činila šest ministarstva. Hrvatska Republika Herceg-Bosna formalno je ukinuta 14. kolovoza 1996. godine.
Pomoć Hrvatima u Bosni i Hercegovini propisana je Ustavom Republike Hrvatske. U članku 10, poglavlja o temeljnim odredbama Ustava RH, usvojenog 22. prosinca 1990. godine, između ostalog, stoji: "Dijelovima hrvatskog naroda u drugim državama jamči se osobita skrb i zaštita Republike Hrvatske".
Tako je tijekom 1999. godine iz Državnog proračuna RH za FBiH, na osnovu Sporazuma o specijalnim odnosima, odvojeno 462 milijuna kuna (118.766.000 KM). Također, iz istog je izvora uplaćeno još 150 milijuna kuna (38.560.411 KM) za hrvatske stradalnike rata u FBiH. Treća stavka izdataka su Izdaci za obrazovanje djece hrvatskih građana u inozemstvu i iznosi 12.387.171 kunu, odnosno 3.184.362 konvertibilnih maraka. Uz tako veliku financijsku pomoć Republike Hrvatske, koja je primana i prije 1999. godine, Hrvati su postali najprosperitetniji narod u Bosni i Hercegovini. BiH je postala jedno od najbitnijih tržišta za hrvatske proizvođače. Do 1999. godine, iz Hrvatske u Bosnu i Hercegovinu godišnje je uvozeno roba u vrijednosti od milijardu i 250 milijuna konvertibilnih maraka. Oko 80 % tog prometa obavljalo se preko tvrtki čiji su vlasnici bosanskohercegovački Hrvati, a te tvrtke su imale licence za uvoz najekskluzivnije sportske opreme ili kozmetike u BiH. U Vitezu, tada su nastale najjače bosanskohercegovačke tvrtke poput FIS-a ili "Economica". U FIS-u danas se jednako snabdijevaju i Bišćani i Banjalučani, dok "Economic" ima svoja predstavništva i u Srbiji.
Uz pomoć Hrvatske i stranih investitora, nakon rata je opet s proizvodnjom krenuo mostarski "Aluminij", tvornica aluminija i aluminijskih legura, koji je i danas najjača bosanskohercegovačka tvrtka i najveći bosanskohercegovački izvoznik. Od ostalih uspješnih hrvatskih tvrtki u BiH, koje su i danas uspješne valja izdvojiti mesnu industriju "Lijanovići" u Širokom Brijegu, najvećeg proizvođača i izvoznika mesa u BiH i mnoge druge. Osim u gospodarstvu, Hrvati su bili znatno razvijeniji od druga dva naroda i u drugim slojevima društva. Tako su vlasnici hrvatske putovnice, njih 320.000 (stanje do 1999. godine) u BiH, za razliku od Bošnjaka i Srba, sasvim su slobodno mogli putovati po Europi. Hrvatski dio Federacije BiH imao je daleko bolju socijalnu politiku od bošnjačkog. Umirovljenicima koji su svoj novac primali preko Mirovinsko-invalidskog osiguranja Herceg-Bosne (MIO HB), mirovine su stizale na vrijeme svakog prvog u mjesecu. Najniža mirovina u hrvatskom dijelu FBiH iznosila je 105 konvertibilnih maraka. Također, MIO HB je imao vlastitu metodu isplaćivanja radnika umirovljenih nakon rata, svi su oni imali jednaku penziju i ona je iznosila 150 KM. U posebnu grupu spadaju porodice poginulih bojovnika HVO–a te invalidi rata. Novac za njih i danas dolazi iz Zagreba, a dijeli se preko HVIDRA–e i drugih udruga proisteklih iz Domovinskog rata. Prosječna plaća hrvatskom dijelu FBiH iznosila je redovnih 700 konvertibilnih maraka. Hrana, odjeća i ostale potrepštine su bile neusporedivo jeftinije u bivšoj Herceg-Bosni nego u ostalom dijelu BiH. Cijena grijanja, struje ili telefona je bila znatno niža u hrvatskom dijelu nego u bošnjačkom dijelu Federacije BiH. Pripadnici hrvatske komponente Vojske Federacije BiH (HVO-a) su imali mnogo veće plaće od svojih kolega iz Armije RBiH. Ilustracije radi, kapetan Armije RBiH je imao mjesečna primanja od 800 KM, dok je satnik HVO–a imao 1.600 KM. Pukovnik Armije RBiH je imao plaću od 1.000 konvertibilnih maraka, a njegov hrvatski kolega po činu dva puta više. Dvije komponente federalnih vojnih snaga su se financirale iz dvije odvojene blagajne. Časnici HVO–a su nosili uniforme i obuću HV–a, dok je Armiju RBiH odijevao "Borac" Travnik.

### Prvi poslijeratni izbori
U rujnu 1996. godine održani su prvi izbori u Bosni i Hercegovini nakon rata. Na tim izborima očituje se političko jedinstvo hrvatskog naroda u Bosni i Hercegovini te HDZ BiH i nakon rata ostaje najjača politička snaga hrvatskog naroda. Hrvatski član Predsjedništva BiH postaje Krešimir Zubak s 330.477 osvojenih glasova, od ukupno 372.566 onih koji su glasali. U Zastupničkom domu Bosne i Hercegovine HDZ BiH je osvojio svih 8 hrvatskih zastupnika (SDA 19, SDS 9, ostali 6, ukupno; 42 zastupnika). U Zastupničkom domu Federacije BiH HDZ osvaja 36 zastupnika, HSP 2 (SDA 78, Stranka za BiH 10, SDP 10, DNZ Fikreta Abdića 3, ukupno: 140 zastupnika). U Narodnoj skupštini Republike Srpske HDZ nema mandata. U RS-u pobjeđuje SDS s 45 od 83 zastupnika.
Na županijskoj razini HDZ pobjeđuje u hrvatskim i miješanim županijama. Apsolutnu većinu je imao u sljedećim županijama:
- Zapadnohercegovačka: 29, HSP 2
- Hercegbosanska: 13, SDA 2
- Hercegovačko-neretvanska: 28, SDA 12, ostali 3
- Posavska: 17, SDA 3

Veliki udio ima:
- Srednjobosanska: 23, SDA 29, ostali 3

Izuzevši u Bosansko-podrinjskoj županiji HDZ BiH je bio zastupljen u svim županijama:
- Zeničko-dobojska: 9, SDA 40, Stranka za BiH 6, SDP 4
- Sarajevska: 3, SDA 28, Stranka za BiH 6, SDP 8
- Tuzlanska: 3, SDA 33, Stranka za BiH 5, SDP 9
- Unsko-sanska: 1, SDA 39, Stranka za BiH 3, SDP 1, DNZ 6

### Drvar, Glamoč i Grahovo
Nakon oslobodilačkih akcija Ljeta '95. i Maestrala, kada su Hrvati nakon šezdeset godina slobodno pronijeli hrvatske barjake ulicama Drvara, Glamoča i Bosanskog Grahova dolazi do povrataka domicilnih Hrvata na svoja ognjišta. Tijekom 1996. i 1997. godine Hrvati iz 46 općina Bosne i Hercegovine masovno se doseljavaju u Drvar, Glamoč i Grahovo. Većinom se doseljavaju prognani Hrvati iz srednje Bosne, kojima je Daytonski sporazum omogućio zbrinjavanje u novom kraju. Oni se useljavaju u srpske kuće, mijenjaju imena ulica, zapošljavaju na radnim mjestima na kojima su prije radili Srbi. Međunarodna zajednica, kada su Hrvati u pitanju, nije učinila ništa da nam pomogne u programu obnove, zapošljavanja, a da ne govorimo o pomoći u afirmiranju nacionalnog, kulturnog i vjerskog identiteta.
Krajem 1997. godine počinje povratak Srba u Drvar, Glamoč i Grahovo, a već u prvoj polovici 1998. godine SFOR nasilno istjeruje Hrvate iz njihovih domova. Dana 24. travnja 1998. godine Hrvati u Drvaru, su u rušilačkim napadima popalili kancelarije UNHCR-a, OHR-a, IPTF-a, sva vozila koja su im se našla na putu i premlatili gradonačelnika Marčetu (Srbina) kao odmazdu za SFOR-ovo nasilno istjerivanje Hrvata iz njihovih stanova. Nakon ovog događaja povećan je broj paljenja i napada na Srbe povratnike. Broj popaljenih kuća iznosio je 860. Hrvati iz Drvara, Glamoča i Grahova su se iseljavali u okolicu Knina i Benkovca. U Golubiću kod Knina je smješten prihvatni centar za iseljene hrvatske drvarske obitelji. Nakon prvog iseljeničkog vala iz Drvara, Glamoča i Grahova koji je trajao tijekom 1998. godine, Hrvati se po drugi put prisilno iseljavaju tijekom ožujka 2002. godine.
Tada se za pola godine iz Drvara u Švedsku iselilo oko tisuću Hrvata. Hrvati srednje Bosne u ovom slučaju su postali dvostruke žrtve rata jer nakon što su protjerani od strane Bošnjaka, to isto su učinile i snage međunarodne zajednice (SFOR). Međunarodna zajednica u Bosni i Hercegovini, činom progona Hrvata iz Drvara, Glamoča i Grahova, pokazala je otvorenu nenaklonjenost i netrepeljivost prema Hrvatima Bosne i Hercegovine. Visoki predstavnici Paddy Ashdown i Wolfgang Petritsch, za čijega je mandata protjerano gotovo 5.000 Hrvata iz Drvara, Glamoča i Grahova, za posljedice svoje politike nikad nikom nisu odgovarali.

### Erotel, hrvatska televizija
U Radioteleviziju Herceg-Bosne, tijekom zadnje dvije godine rata u Bosni i Hercegovini uloženo je 10 milijuna njemačkih maraka. Radio Herceg-Bosne je zaživio te on i danas postoji, no Televizija Herceg-Bosne nikad nije počela emitirati svoj program. Kao nasljednik Televizije Herceg-Bosne, 1996.  godine nastaje Erotel, javna televizija iz Mostara koja je program emitirala na hrvatskom jeziku. Tijekom dana, Erotel bi reemitirao programe Hrvatske radiotelevizije, a u 18:30 obično bi počeo emitirati svoj vlastiti program. Erotelov program, kao i programi HRT-a koje je Erotel reemitirao tijekom dana, se mogao pratiti na području negdašnje Herceg-Bosne preko 41 zemaljskog odašiljača.
Neovisno povjerenstvo za medije je 15. studenog 1999. godine donijelo odluku o gašenju Erotela zbog, kako je navedeno, ilegalnog reemitiranja programa HRT-a. Zbog oklijevanja SFOR-a da provede tu odluku, nade da će se političkim pregovorima nešto riješiti i nesuglasica među Međunarodnom zajednicom, Erotel je nesmetano nastavio raditi. Neovisno povjerenstvo za medije je dodijelilo Erotelu privremenu dozvolu da koristi 11 zemaljskih odašiljača, a da ostalih 30 preda Federalnoj televiziji koja je tada bila u fazi nastanka. Uprava Erotela odbila je prihvatiti tu dozvolu jer bi tako Erotel mogao emitirati program samo u Zapadnohercegovačkoj županiji i gradu Mostaru, a brojni Hrvati u ostalim dijelovima bivše Herceg-Bosne bi ostali bez svog medija.
Stabilizacijske snage Međunarodne zajednice provele su 17. veljače 2000. godine akciju zatvaranja televizije Erotel. Akcija, u okviru koje je prekinut Erotelov signal iz studija u Mostaru, dogodila se na brdu Mikuljači, nekoliko kilometara jugozapadno od Mostara, čime je onemogućen bilo kakvo emitiranje programa ove televizije. Također, na još nekoliko lokacija u hrvatskom dijelu Federacije BiH izvedeni su tehnički zahvati, čime su Erotelovi zemaljski odašiljači stavljeni u funkciju Federalne televizije. Na večer, 17. veljače 2000. godine, Federalna televizija je počela emitirati svoj testni program. Tako su Hrvati u Bosni i Hercegovini ostali bez svog najjačeg medija, a danas se preko tih Erotelovih, "hrvatskih" odašiljača sustavno ugrožava hrvatski jezik, tradicija i kultura, blati se hrvatska povijest i zaslužni ljudi, zaobilazi se hrvatska narodna baština i sve što bi doprinosilo afirmaciji hrvatskoga nacionalnog i kulturnog bića.
Gašenjem Erotela i provedbom još nekih odluka na štetu Hrvata u BiH, Međunarodna zajednica je Hrvate dovela u neravnopravan položaj s Bošnjacima u Federaciji Bosne i Hercegovine. Ovakve odluke kod Hrvata su izazvale opće nezadovoljstvo i nesigurnost što će poslije erumpirati stvaranjem Hrvatske samouprave.

## Hrvatska samouprava

### Početak dekonstituiranja
OESS, pod vodstvom Amerikanca Roberta Barryja, a na prijedlog jednog od njegovih dužnosnika Kare Vollana, promijenio je pravila za izbor u Dom naroda Federacije BiH. Detalji o ovome, kao i o ustroju BiH kao cjeline, su gotovo nezamislivo složeni i opskurni. Uistinu samo je Međunarodna zajednica mogla izraditi tako nepristupačan i opskuran sustav poput onoga u BiH. Usprkos nepristupačnoj složenosti učinak promjena bio je odstupanje od ključnog načela za najmalobrojniju skupinu kao što su Hrvati - da Bošnjaci biraju bošnjačke kandidate, a Hrvati hrvatske u Dom naroda FBiH. To načelo je ugrađeno i u Ustavu BiH i u Ustavu Federacije BiH. Članak 8 federalnog Ustava (gdje se govori o Domu naroda) propisuje da će "Bošnjaci, Hrvati i Ostali iz svake županije biti birani od strane odgovarajućih zastupnika u županijskim skupstinama". Isto načelo, naime da svaki konstitutivni narod bira svoje predstavnike, ugrađeno je i u Ustavu države BiH.
Dana 11. listopada 2000. godine, samo jedan mjesec prije općih parlamentarnih izbora, OESS je pod vodstvom Kare Vollana promijenio Pravila i Propise. Izmijenjenom odredbom, Bošnjaci mogu glasovati za hrvatske kandidate i obratno dok je ranije svaki konstitutivni narod glasovao samo za svoje predstavnike. Učinak ove promjene jednostavno omogućava da hrvatski predstavnici budu izabrani od strane stranke koje nemaju potporu hrvatskog biračkog tijela. Drugim riječima, glavni smisao Doma naroda FBiH - predstavljati kolektivna prava svakog konstitutivnog naroda, je poništen ovom mjerom. Dom naroda time postaje samo još jedna verzija Zastupničkog doma, kojeg bira cijela Federacija Bosne i Hercegovine. Promjene u pravilima načina na koji se biraju same županije također je značilo, potvrdili su Hrvati, da hrvatski političari mogu biti izabrani u visoka zakonodavna tijela bez da imaju stvarnu potporu biračkog tijela. Na taj način na funkcije mogu biti postavljeni podobni političari koji ne bi koristili ovlasti koje im je Ustav dao.
Hrvati Bosne i Hercegovine, pod vodstvom Hrvatske demokratske zajednice Bosne i Hercegovine, ovo su nazvali "dekonstitucionalizacijom Hrvata u Bosni i Hercegovini". Kao odgovor na to sazvan je Hrvatski narodni sabor u Novom Travniku, 28. listopada 2000. godine. Za predsjednika Predsjedništva Hrvatskog narodnog sabora izabran je Ante Jelavić, tadašnji predsjednik HDZ-a BiH i tadašnji hrvatski član Predsjedništva BiH. Trojica dopredsjednika predsjedništva Hrvatskog narodnog sabora BiH su Zdravko Hrstić (HSP BiH), Ante Pašalić (HKDU BiH) i Petar Milić (utemeljitelj stranke Hrvatski demokršćani). Usvojena je Deklaracija koja je proglasila suverenost hrvatskog naroda u BiH, a pogotovo njihovog prava da kao Hrvati biraju Hrvate u političke institucije BiH. Jednoglasno usvojena Deklaracija o pravima Hrvata u BiH, u najkraćem, zahtijeva drugačiji teritorijalni ustroj države BiH.
Po Deklaraciji "suverenitet hrvatskog naroda u BiH je neupitan i neotuđiv; zahtijeva se puna ustavna i stvarna jednakost sva tri suverena i konstitutivna naroda u BiH koja se jedino može ostvariti istovjetnim ustavnim i administrativno-teritorijalnim unutarnjim ustrojem cijele BiH; primjena načela konsenzusa u odlučivanju i paritet u sudjelovanju i rotacije na čelnim mjestima tijela i institucija uz nesporno pravo hrvatskog naroda na samostalni izbor zastupnika u Domove naroda (Dom naroda FBiH i BiH) i člana Predsjedništva BiH". Osim Deklaracije jednoglasno je usvojena i odluka o raspisivanju referenduma o Hrvatskom narodnom saboru.
U Bosni i Hercegovini, 11. studenog 2000. godine održani su parlamentarni izbori. Neovisno, od izbora Hrvati su glasovali na referendumu o Hrvatskom narodnom saboru, koji je na tom referendumu dobio potporu preko 90 % hrvatskog biračkog tijela. Na općinskim izborima 2000. godine, u Federaciji Bosne i Hercegovine po prvi put pobjedu nisu odnijele nacionalističke. Dva mjeseca nakon izbora, konstituirana je vlast u Federaciji BiH. Deset političkih stranaka Federaciji BiH, članice Demokratske alijanse za promjene (DAP), usvojile su dokument o međusobnim stranačkim obavezama, prioitetnim pravcima djelovanja i operativnom planu rada.
Pored SDP-a BiH kao liderske stranke, u DAP-u su još bile: Stranka za Bosnu i Hercegovinu Harisa Silajdžića i Nova hrvatska inicijativa Krešimira Zubaka, te niz malih stranka poput Stranke umirovljenika, Liberalno-bošnjačke stranke, Građansko-demokratske i slično. Drugim riječima, izvan Alijanse za promjene nalazile su se nacionalističke stranke: HDZ BiH i SDA, koje su prvi put nakon 10 godina izgubile koalicijsku parlamentranu većinu, a time i mogućnost da se pojave u novoj vlasti. Hrvatima je bilo nezamislivo da ih predstavlja Nova hrvatska incijativa, stranka koja je u Parlamentu FBiH osvojila samo dva mandata (HDZ BiH je osvojio 25 mandata) i koja nije pobijedila u nijednoj županiji (HDZ BiH je pobijedio u četiri većinske hrvatske županije, a bio je zastupljen i u ostalim županijama).

### Proglašenje i djelovanje
Hrvatski narodni sabor se odlučio "aktivirati". Hrvatski narodni sabor, navodeći kao dva izvora svoje legitimnosti rezultate referenduma, održanog 11. studenog 2000. godine i neustavnu prirodu OESS-ovih promjena izbornog zakona, u Mostaru 3. ožujka 2001. godine, je donio odluku o uspostavi Međužupanijskog - međuopćinskog vijeća kao oblike privremene Hrvatske samouprave u Bosni i Hercegovini i platformu za demokratsku i samoodrživu Bosnu i Hercegovinu. Međužupanijsko-međuopćinsko vijeće, kao oblik privremene hrvatske samouprave uspostavljeno je kao oblik samozaštite hrvatskog naroda od svih nasrtaja na njegova prava i slobode, kao i trajno štetnih posljedica djelovanja vlasti uspostavljenoj protivno njegovoj demokratski izraženoj volji u BiH, ističe se u zaključcima Hrvatskog narodnog sabora. Tu odluku o uspostavi privremene Hrvatske samouprave i sve zakonske propise njezina privremenog Zakonodavnog vijeća Hrvatski narodni sabor bi povukao u roku od 15 dana ako bi se ispunili uvjeti Hrvatskog narodnog sabora u skladu s ustavima BiH i Federacije BiH koji jamče ravnopravnost hrvatskog naroda s druga dva konstitutivna naroda BiH. Uvjeti su bili: obvezivanje političkih partnera iz reda druga dva naroda da će poštovati izbornu volju hrvatskog naroda kao sebi jednakoga i Ustavom zajamčene ravnopravnosti, te da će poštovati načela pariteta rotacije i konsenzusa. Međunarodna administracija treba se obvezati da će povući protuustavnu odluku o načinu izbora zastupnika u Dom naroda parlamenta BiH i Federacije BiH, jamčeći ustavno izraženo načelo samostalnog izbora u tijela nacionalnog zastupanja te da se obveže poštovati način glasovanja u Domu naroda sa svim zaštitnim jamstvima za svaki narod, kao i na poštovanje slobodno izražene volje na demokratskim izborima. Politički partneri u Bosni i Hercegovini i Međunarodna zajednica u predviđenom roku od 15 dana nisu udovoljili navedenim uvjetima koji su sukladni ustavima Bosne i Hercegovine i Federacije BiH, sve odluke o uspostavi privremene Hrvatske samouprave, Hrvatski narodni sabor proglasio je punovažnim.
Nakon formiranja Međužupanijskog-međuopćinskog vijeća, Hrvatska samouprava kreće u napadne akcije kojima je novu vlast htjela uvjeriti da se ne može vladati bez Hrvata. Na pitanju vojske HDZ BiH je pokrenuo svoju najofenzivniju i najopasniju akciju na kojoj je, na kraju, i pao projekt samouprave. Najprije su vojnici hrvatske komponente Vojske Federacije BiH sa svojh odora, sukladno Jelavićevoj objavi da Federacija BiH više ne postoji, skinuli obilježja tog entieteta, zamijenivši ih državnim obilježjima BiH. Nakon toga, nekoliko je zapovjedništava velikih vojnih jedinica Hrvatskog vijeća obrane, a prije svih, Prvi hrvatski gardijski zbor Vojske Federacije BiH sa sjedištem u Mostaru objavio otkazivanje poslušnosti novoizabranom federalnom ministru obrane Miji Aniću. Dana 27. ožujka 2001. godine, Hrvatski narodni sabor je pozvao časnike i vojnike hrvatske komponente Vojske Federacije BiH na samoraspuštanje, uz obećanje da će svakog mjeseca dobivati po 500 konvertibilnih maraka novčane nakande. Većina časnika i vojnika, samovoljno, ovaj je poziv ispoštovala, te su vojarne HVO-a ostale prazne.
Od naknade, ipak nije bilo ništa te su se časnici i vojnici HVO-a našli u teškom socijalnom položaju. Pritisnut nemogućnošću isplate obećanih naknada i teškim socijalnim statusom raspuštenih vojnika i časnika, dio vojno-političkih struktura u HDZ-u počinje se dogovarati s tadašnjim federalnim ministrom obrane Anićem o povratku vojnika u vojarne. Nakon takvog razvoja situacije dva generala HVO-a koja su provela odluku o samoraspuštanju HVO-a, sastaju se s Anićem i potpisuju sporazum o povratku raspuštenih vojnika i časnika u vojarne.
Paralelno s udarom na Vojsku Federacije BiH, Hrvatska samouprava pokrenula je akciju u policijskim i carinskim organima, kao drugim bitnim stupovima državne moći. Među carinicima i policajcima organizira se potpisivanje lojalnosti Hrvatskoj samoupravi. Od svih policajaca i carinika tada je zatrežena pismena potvrda podrške Hrvatskoj samoupravi i Hrvatskom narodnom saboru, što je većina službenika i učinila. Ovo potpisivanje peticije mnoge je administarivne dužnosnike u policiji i carinskoj službi, odlukama nadležnih organa Federacije BiH BiH i Međunarodne zajednice stajalo zaposlenja. Iako je većina policijaca potpisala spomenutu lojalnost, u radu policijskih i carinskih organa nije se ništa specijalno promijenilo i oni su u svim segemntima ostala u državno-pravnom sustavu Federacije BiH i države Bosne i Hercegovine, tako da je posljedica ovih odluka bila samo gubitak još nekoliko radnih mjesta.
Hrvatska demokratska zajednica Bosne i Hercegovine se sukobljava i s OHR-om. Ta stranka, po proglašenju Hrvatske samouprave, objavljuje da odluke Visokog predstavnika više neće poštovati. Na kraju, može se izvesti zakljačak, da, jedino, u čemu je HDZ BiH ostao dosljedan kada je u pitanju razdoblje Hrvatske samouprave, jeste, upravo, odnos s Međunarodnom zajednicom. HDZ BiH nije priznao odluke o smjeni stranačkih dužnosnika, a na sedmom je stranačkom saboru ponovno, protivno odlukama Visokog predstavnika, te iste ljude izabrao u centralna stranačka tijela. Kako je Međunarodna zajednica ostala pri ovom stavu, a HDZ nije izvršio promjene u svom vrhu odnosi među njima su totalno zahladili.

### Kraj banke i Samouprave
U Federaciji BiH, 2001. godine djelovale su 42 banke, a Hercegovačka banka je sama obavljala 36 % financijskih tijekova u Bosni i Hercegovini, više od trećine. Zbog sumnje da Hercegovačka banka financira Hrvatsku samoupravu u Bosni i Hercegovini, pripadnici SFOR-a, 6. travnja 2001. godine, su blokirali zapadni dio grada Mostara, u kojemu se nalazilo sjedište Hercegovačke banke. Snage SFOR-a i federalne policije tenkom su ušle u prizemlje banke, spustile sajle kako bi iznijeli trezore, a kad to nije išlo pod trezore su stavili eksplozive i raznijeli ih. Nezamislivo je da se tako u demokratskom svijetu uništi jedna banka, da se imovina banke, nekih 15 milijuna konvertibilnih maraka, inventar, oprema i novac jednostavno odnese. Visoki dužnosnici SFOR-a nekoliko su puta izjavljivali da će pružiti dokaze o nedozvoljenim radnjama kako Hercegovačka banka financira HDZ BiH i Hrvatsku samoupravu, no to se nije dogodilo. Državna agencija za bankarstvo Bosne i Hercegovine je napravila reviziju i kazala da u Hercegovačkoj banci nije bilo nikakvog bezakonja. Kako povici na banku nisu prestajali, angažirana je i jedna ugledna međunarodna revizorska kuća koja je, također nakon seriozne kontrole poslovanja, zaključila da u Hercegovačkoj banci nema nikakvih propusta. Tako je zbog sumnje Međunarodne zajednice, Hercegovačka banka otišla u stečaj. Banka koja je bila srce hrvatskog gospodarstva i napretka u BiH otišla je u stečaj, a 4.500 gospodarskih subjekata ostalo je bez svoga novca, 90.000 štediša bez svojih štednji.
Nakon udara na Hercegovačku banku, Međunarodna zajednica i Vlada Federacije BiH pripremaju udar na javna poduzeća koja su, prema mnogima, bila značajan izvor prihoda Hrvatske samouprave. Akciju preuzimanja javnih poduzeća započinje provoditi nova federalna vlada. HDZ BiH i Hrvatski narodni sabor žestoko su se suprotstavili i imenovanju novih upravnih odbora u javnim poduzećima na područjima s hrvatskom većinom, koja su u nadležnosti Federacije i čija je nova rukovodstva imenovala federalna Vlada. Budući da je HDZ objavio da ne priznaje novu vlast, a ni bilo koju njezinu odluku, stari upravni odbori imenovani od HDZ-a odbili su se povući, a poslovodstva poduzeća koje je očekivala također su se izjasnili protiv novih upravnih odbora. Nekoliko tjedana trajala je takva situacija, a onda su novi upravni odbori, koristeći zakonska uporišta i odluke nadležnih sudova zasjeli na svoja mjesta u javnim poduzećima, te imenovali nova poslovodstva. Tu je bitnu bitku, Hrvatska samouprava u Bosni i Hercegovinu, također glatko izgubila.
Na sedmom izvanrednom stranačkom saboru Hrvatske demokratske zajednice Bosne i Hercegovine, održanom 6. listopada 2001. godine u Mostaru, isti čovjek (Ante Jelavić) koji ju je proglasio u istoj dvorani, u Hrvatskom domu Herceg Stjepan Kosača, faktički je objavio kraj Hrvatske samouprave. Jelavić je tada kazao da je Hrvatska samouprava bila samo neuspjelo sredstvo da se riješi hrvatsko pitanje u Bosni i Hercegovini, dodajući da ona nije bila rješenje nego pokušaj rješenja ovog pitanja. U svakom slučaju, što god Hrvatska samouprava bila, njezine su posljedice bile uglavnom negativne. Zbog Samouprave mnogi su ostali bez posla i primanja, gospodarska je situacija pogoršana. Nerazjašnjenim je ostalo i pitanje odakle su izdvajana sredstva za samoupravu, kao i na koji su način trošena. Proces reintegracije u Bosnu i Hercegovinu, u psihološkom smislu, kod dijela bosanskohercegovačkih Hrvata, Hrvatskom samoupravom je narušen, tako da su neke stvari nepotrebno vraćene unatrag.

## Sadašnje stanje

### Dekonstituiranje u FBiH
U donjoj tablici prikazan je sažetak načina dekonstituiranja Hrvata u Federaciji Bosne i Hercegovine. Amandmanima tadašnjeg visokog predstavnika Wolfganga Petritscha na Ustav Federacije BiH 2002. godine, do tada federacija dvaju ravnopravnih partnera, Bošnjaka i Hrvata je postala bošnjački entitet. Ovim odlukama i brojnim drugim manipulacijama i pritiscima, Hrvati su dovedeni u podređen i neravnopravan položaj u odnosu na Bošnjake u Federaciji Bosne i Hercegovine.
| Prije 2002. | Poslije 2002. |
| Proces kandidiranja Predsjednika/Potpredsjednika FBiH | |
| U izboru Predsjednika i Potpredsjednika Federacije Bosne i Hercegovine, klubovi naroda (bošnjački i hrvatski) odvojeno su kandidirali po jednu osobu. Potrebna je većina u svakom klubu Doma naroda. | U izborima za Predsjednika i dva Potpredsjednika Federacije BiH, uvodi se zajednička lista, koja se formira uz podršku najmanje jedne trećine poslanika iz klubova. (bošnjački, hrvatski, srpski). Nije više potrebna većina u svakom klubu Doma naroda nego samo jedna trećina.                                                                     |
| Proces izbora Predsjednika/Potpredsjednika FBiH | |
| Izbor Predsjednika i Potpredsjednika Federacije zahtjeva potvrdu većinom glasova u Zastupničkom domu i u Domu naroda (uključujući većinu po klubovima Doma naroda). Potrebna je većina u oba doma Parlamenta Federacije BiH, uključujući i većinu u svakom klubu Doma naroda.                                                               | Prvi krug izbora je ostao isti. Potrebna je potvrda većinom glasova u Zastpničkom domu i u Domu naroda (uključujući većinu po klubovima Doma naroda). Potrebna potvrda u oba doma. Uvodi se drugi krug. |
| | Ako u ponovljenom postupku jedan od domova odbije zajedničku listu, smatrat će se da su kandidirane osobe prihvaćanjem liste u jednom domu. Uvodi se drugi krug glasovanja u kojem je potrebna potvrda u samo jednom domu. |
| Sastav Vlade Federacije Bosne i Hercegovine | |
| Vlada Federacije BiH se sastoji od Premijera, koji je predsjednik Vlade, zamjenika Premijera i ministara (od kojih svaki ima zamjenika). Nijedan od zamjenika, uključujući i zamjenika Premijera, ne može biti iz istog konstitutivnog naroda kao njegov ministar. Najmanje jedna trećina ministarskih mjesta bit će popunjena Hrvatima.    | Vlada Federacije BiH (Premijer i šesnaest ministara) sastoji se od 8 ministara iz reda bošnjačkog, 5 ministara iz reda hrvatskog i 3 ministra iz reda srpskog naroda. Jednog ministra iz reda ostalih može imenovati Premijer iz kvote najbrojnijeg konstitutivnog naroda. Ukidaju se funkcije zamjenika ministara i predsjednika županija (župana). |
| Način odlučivanja u Vladi Federacije BiH | |
| Članak IV.B.2.6. Ustava: Odluke Vlade Federacije koje se tiču vitalnih interesa bilo kojeg konstitutivnog naroda, donose se konsenzusom. Na ovu odredbu može se pozvati jedna trećina ministara, osim Premijera i zamjenika Premijera, ako dugačije ne odredi Ustavni sud u hitnom postupku koju zatraže Premijer ili zamjenik Premijera... | Visoki predstavnik za Bosnu i Hercegovinu Wolfgang Petritsch je odlučio navedeni članak u potpunosti maknuti iz Ustava Federacije Bosne i Hercegovine. |

### Majorizacija Hrvata
Ključan aspekt "hrvatskoga pitanja u Bosni i Hercegovini" jest nedostatak političkih institucija i sustav koji omogućuje da Hrvate u vlasti ne predstavljaju uvijek osobe koje imaju potporu hrvatskoga biračkog tijela. Ovo je najčešće omogućeno raznim pravnim i izbornim odredbama, međunarodno nametnutima.
Na državnoj razini:
- Visoki predstavnik Wolfgang Petritsch u ožujku 2001. godine smjenjuje izravno izabranoga hrvatskog člana Predsjedništva Antu Jelavića zbog uloge u Hrvatskom narodnom saboru i u Hrvatskoj samoupravi, te imenuje drugoga na njegovo mjesto. 2011. godine u Zagrebu je predstavio svoju knjigu u kojoj se hvastao politikom diskriminacije bosanskohercegovačkih Hrvata.[13]
- Drugi Visoki predstavnik Paddy Ashdown u ožujku 2005. godine smjenjuje izravno izabranoga hrvatskog člana Predsjedništva Dragana Čovića nakon iznošenja neke optužbe, ne čekajući presudu. Čović je oslobođen svih optužbi.
- Na općim izborima 2006. i 2010. godine, kandidat SDP-a BiH, Željko Komšić, izabran je za hrvatskog člana Predsjedništva glasovima Bošnjaka. Na posljednjim predsjedničkim izborima 2010. godine, ukupan broj ljudi koji su glasovali za hrvatskoga člana Predsjedništva bio je nešto više od 556 tisuća glasova, što je zasigurno više nego ukupan broj Hrvata s pravom glasa u cijeloj državi.
- Pokušaji implementacije presude Europskog suda za ljudska prava u slučaju Sejdić i Finci protiv Bosne i Hercegovine  na "tehnički način", koji bi Hrvatima potpuno onemogućio bilo kakav utjecaj na izbor bilo kojeg od tri člana Predsjedništva.[14]

Na entitetskoj razini:
- U listopadu 2000. godine, mjesec dana prije izbora, OESS mijenja način biranja zastupnika u Dom naroda Federacije. Hrvatske zastupnike u taj Dom do tada su birali samo hrvatski zastupnici, a bošnjačke Bošnjaci, u županijskim skupštinama. Nakon tih promjena, delegate u Dom naroda biraju svi zastupnici.
- U Zastupničkom domu Parlamenta Federacije Bosne i Hercegovine, zastupnika Bošnjaka ima više od dvije trećine, što omogućuje preglasavanje na svakom području.
- Nametanje nelegitimnih hrvatskih predstavnika u vladama Federacije BiH (tzv. Alijansa [za demokratske promjene] 2001. – 2003., tzv. [programska] Platforma [Osnove za formiranje vlasti u Federaciji BiH i platforma zajedničkog nastupa u instuticijama BiH u mandatnom periodu 2010.-2014.] 2011. – 2014.)
- Srbi u Bosni i Hercegovini imaju svoj entitet, Republiku Srpsku, u kojem su slobodni organizirati neovisan porezni sustav, školstvo, sustav uprave, policije i druge elemente "države u državi". O položaju Hrvata u Republici Srpskoj ne treba šutiti, ali nema prevelike koristi ni govoriti jer je temeljito etnički očišćena od Hrvata, a sve više funkcionira kao "država u državi" što političkom Sarajevu izgleda previše i ne smeta sve dotle dok nema "trećega entiteta".[14]
- Aktualni predsjednik Federacije Bosne i Hercegovine Živko Budimir dolazi iz Hrvatske stranke prava, koja u Parlamentu ima dva zastupnika (od 98), i na to je mjesto izabran glasovima uglavnom bošnjačkih zastupnika SDP-a. Takav je izbor legaliziran nametnutim amandmanima Visokoga predstavnika na Ustav Federacije, još iz 2002., prema kojima kandidate više ne ističu pojedini narodi, nego svi zastupnici.
- Aktualni potpredsjednik Republike Srpske iz reda hrvatskoga naroda Emil Vlajki izabran je glasovima srpskoga naroda kao kandidat NDS-a.[14]
- Projekt ustavne reforme Federacije BiH na prijedlog nelegalne, neustavne i nelegitimne Vlade Platforme, a temeljem "preporuka Ekspertne skupine [za reformu Ustava Federacije BiH]" pod pokroviteljstvom američkoga veleposlanstva u Bosni i Hercegovini, koji bi, kada bi bio implementiran definitivno zacementirao Federaciju kao bošnjački entitet
- Ekonomsko zanemarivanje i iscrpljivanje većinskih hrvatskih županija i općina u Federaciji kako u socijalnoj tako i ekonomskoj i infrastrukturnoj sferi kroz prelijevanje financijskih sredstava prema Sarajevu iz većinskih hrvatskih županija i općina i njihovih poduzeća i selektivna distribucija iz federalnog proračuna na većinska bošnjačka područja[13]
- Hrvatski tragični položaj uvidjeli su političari Srba iz Republike Srpske i prepoznali kao sredstvo za korist srpske stvari. Tako radi jačanja vlastite samostojnosti i zaštite svojih nacionalnih probitaka, izrazili su spremnost podruprijeti jednakopravnost Hrvata i stvaranje posebne hrvatske federalne jedinice u BiH, uz jedan uvjet, a to je da se ne dira u daytonski okvir zemlje koji je iznimno povoljan za Srbe (Republika Srpska zauzima 49% površine BiH).[13]

Na lokalnoj razini:
Najdrastičnije o nepravednu sustavu govori primjer Mostara, jedinoga jačeg grada s većinski hrvatskim stanovništvom. Visoki predstavnik Paddy Ashdown 2004. godine nameće poseban Statut za Grad Mostar. U Gradskom vijeću od 35 članova nijedan narod ne može imati većinu, iako su Hrvati većinski u gradu. Tako jedna hrvatska izborna jedinica, koja može imati četiri puta više birača nego bošnjačka, jednako ima u Vijeću tri predstavnika kao i ova druga. Gradskom vijeću obično treba godina i više dana da izabere Gradonačelnika.
Nepravedan je to sustav, kao i činjenica da od svih bosanskohercegovačkih gradova samo u Mostaru vrijedi poseban Statut, dodatna je nepravda i diskriminacija prema Hrvatima. Ustavni sud Bosne i Hercegovine zatražio je djelomičnu preinaku Statuta Mostara, koji je nametnuo bivši visoki predstavnik Paddy Ashdown 2004. te Izbornog zakona BiH, ocjenjujući ih neustavnim. Navodi se da su neustavne odredbe prema kojima se isti broj vijećnika u Gradsko vijeće Mostara bira s područja šest bivših općina, iako imaju vrlo različit broj birača, kao i činjenica da građani iz središnje upravne gradske zone ne mogu birati predstavnike za Gradsko vijeće.
Visoki predstavnici nakon kraja mandata
Visoki predstavnici, dok su bili u upravi, osobito su se znali oboriti svojim oktroiranim odlukama protiv zakonitih težnja Hrvata. Kada su se vratili svojim kućama, onda su tvrdili kako treba rehabilitirati hrvatsku samoupravu, kako su zanemarili Hrvate, kako Hrvati u BiH moraju imati svoju regiju, kako su zabrinuti što Hrvati nisu uključeni u federalnu vlast i slično. Svi su upozoravani na nepravde na licu mjesta. Nisu te nepravde uklanjali, nego su ih potvrđivali.
Ostali vidovi majorizacije:
- biranje i namećanje hrvatskih predstavnika od strane Bošnjaka
- donošenje i provođenje zakona po diktatu stranih dužnosnika
- nazivanje obrazovnog sustava po hrvatskom planu i programu segregacijom
- nepostojanje javne televizije, radijskih i drugih medija na hrvatskom jeziku, gašenje postojećih (Erotel ugašen 1999., SFOR prekinuo signal na odašiljačima 2000. Odašiljači stavljeni u funkciju Federalne televizije; Hercegovačka televizija Mostar prestala s radom 2008., oduzeta im dozvola za rad; Radio postaja Mostar prestala s emitiranjem 2011.; Radio Herceg-Bosne pred utrnućem)
- nepostojanje poreznog i fiskalnog sustava, u kojem će i hrvatski građani imati koristi od novca hrvatskih poreznih obveznika, a ne da se njime otplaćuju razni krediti koje nisu koristili
- djelomično postojanje sustava višega obrazovanja (Sveučilište u Mostaru), zdravstva (Sveučilišna klinička bolnica Mostar), kulture (Hrvatsko narodno kazalište u Mostaru) i drugih slojeva javnoga života, s tim da takve institucije životare i krpe svoj proračun od danas do sutra, bez riješena statusa i financiranja
- oduzimanje privatne imovine, npr. u travnju 2001. godine, upad tenkovima u Hercegovačku banku, zlostavljanje zaposlenika iste, vlasnici računa do danas ne mogu do svega svoga novca
- rasističke poruke od dijela stranih veleposlanika na odlasku kako se hrvatski građani moraju "asimilirati ili emigrirati" i sve veće kršenje građanske i političke volje Hrvata u BiH
- činjenica je da ništa od gore navedenog, osim općenito teške socijalne i ekonomske situacije, ne pogađa pripadnike druga dva naroda.[14]

### Demografsko stanje
S velikom vjerojatnoćom se može tvrditi da su Hrvati danas većina u sljedećim općinama: Mostar, Stolac, Ravno, Čapljina, Neum, Čitluk, Grude, Kiseljak, Kreševo, Livno, Ljubuški, Kupres, Jajce, Dobretići, Odžak, Domaljevac-Šamac, Orašje, Posušje, Prozor-Rama, Široki Brijeg, Tomislavgrad, Vitez, Žepče, Usora, Novi Travnik i Busovača. Premda se broj Hrvata u odnosu na predratno razdoblje smanjio (prema popisu iz 1991. na cjelokupnom području Bosne i Hercegovine živjelo je 755.895 Hrvata, a od tog broja 517.075 na području koje je proglašeno dijelom Herceg-Bosne), broj općina u kojima su Hrvati većinsko stanovništvo, povećao se s 20 na 26. Općine s hrvatskom većinom, (njih 14) čine kompaktno područje koje se proteže od Kupresa na sjeverozapadu, do Ravnog na jugoistoku zemlje, dok 12 općina u Bosni i Posavini predstavljaju enklave s hrvatskom većinom. Prema međunarodnim procjenama (CIA World Factbook), danas u Bosni i Hercegovini živi 571.317 Hrvata i oni čine 14.57 % ukupnog stanovništva Bosne i Hercegovine.
Prema procjenama biskupskih ordinarijata, danas u Bosni i Hercegovini živi 459.102 katolika, od kojih su skoro svi Hrvati. Posve utemeljeno svakako treba dodati još barem 40.000 Hrvata, koji ili nisu katolici ili nisu u kontaktu sa župnim uredima (oko 10 % od pretpostavljenog broja Hrvata). Tako se opravdano sadašnji broj Hrvata u Bosni i Hercegovini, može zaokružiti na oko 500.000 ili oko 13 % ukupnog stanovništva zemlje.

### Treći, hrvatski, entitet
Vodstvu Hrvatske Republike Herceg-Bosne (Jadranko Prlić, Bruno Stojić, Slobodan Praljak, Milivoj Petković, Valentin Ćorić i Berislav Pušić) trenutno se sudi na Međunarodnom sudu za ratne zločine počinjene na području bivše Jugoslavije u Haagu po točkama optužnice koje uključuju zločine protiv čovječnosti po Ženevskoj konvenciji kršenja prava ratovanja. Optužnica ih tereti za sudjelovanje u udruženom zločinačkom pothvatu koji je počeo 18. studenog 1991. osnivanjem Hrvatske zajednice Herceg-Bosne i trajao do ožujka 1994. kada je Washingtonskim sporazumom prekinut Bošnjačko-hrvatski sukob i potpisano osnivanje Federacije Bosne i Hercegovine.
Danas se želi obnoviti Hrvatska Republika Herceg-Bosna, kao treći entitet u Bosni i Hercegovini jer su Hrvati u lošem položaju u odnosu na druga dva konstitutivna naroda u BiH, Hrvati nemaju svoj nacionalni kanal na državnoj televiziji, a u Federaciji BiH česta su preglasavanja Bošnjaka nad Hrvatima u Domu naroda i Zastupničkom domu Parlamenta Federacije Bosne i Hercegovine. Činjenica je da je u jednom dijelu BiH izvršeno etničko čišćenje, dok se u drugom dijelu različitim pritiscima i manipulacijama hrvatski narod dovodi u podređen položaj, što dovodi do iseljavanja Hrvata iz BiH. Krše se osnovna ljudska prava, a pri tome posebno nemogućnost korištenja hrvatskog jezika.
Napuštanje postojećeg dvoentitetskog ustroja Bosne i Hercegovine te decentralizirana država s državnom, srednjom i lokalnom razinom vlasti, najvažniji su dijelovi Deklaracije o načelima Ustava Bosne i Hercegovine koju su, 21. rujna 2007. godine, u Kreševu potpisali lideri šest bosanskohercegovačkih stranaka s hrvatskim predznakom. U Deklaraciji se naglašava potreba uspostave novog funkcionalnijeg i pravednijeg ustroja BiH prema kome ni jedan od konstitutivnih naroda neće biti privilegiran ni diskrimiran. Srednja razina vlasti bi se prema Deklaraciji uspostavila na temelju geografskih, etničkih, ekonomskih, prometnih i drugih bitnih kriterija. Dokument o načelima Ustava BiH potpisali su predsjednici HDZ-a BiH - Dragan Čović, HDZ-a 1990 - Božo Ljubić, HSP-a Đapić-Jurišić - Zvonko Jurišić, HSS-a BiH - Marko Tadić, Narodne stranke Radom za boljitak - Jerko Ivanković-Lijanović te HKDU-a - Ivan Musa. Oni nisu željeli precizirati da li ova Deklaracija znači težnju Hrvata za trećom federalnom jedinicom ili nekom vrstom federalizacije BiH. Istaknuli su, međutim, da Bosna i Hercegovina što prije treba dobiti novi ustav po želji svih njenih konstitutivnih naroda i građana te koji će biti zasnovan na demokratskim principima. Iskazali su odlučnost da ustraju u zalaganju za europsku Bosnu i Hercegovinu kojoj će hrvatski narod zajedno s druga dva konstitutivna naroda osigurati svoju suverenost i ravnopravnost na čitavom prostoru BiH.
Među hrvatskim političkim strankama u BiH: oba HDZ-a, HSP-u, HSS-u, NSRZB-u i HKDU-u postoji konsenzus i o federalizaciji BiH, a niti jedna od njih ne odbacuje mogućnost uspostave hrvatske federalne jedinice u sklopu Bosne i Hercegovine, koja bi imala višenacionalni karakter. Sve te stranke odbacuju Dodikov prijedlog da se hrvatska i bošnjačka federalna jedinica protežu isključivo na području današnje Federacije, dok bi RS u teritorijalnom smislu ostala netaknuta. No osnovni problem pri mogućoj uspostavi hrvatske federalne jedinice svakako će biti teritorijalno razgraničenje s ostale dvije federalne jedinice.
Ako dođe do uspostave hrvatske federalne jedinice, Hrvati Bosne i Hercegovine vratili bi se na poziciju političkog naroda bez kojega se ne mogle donositi odluke. Osim toga, imali bi svoju izvršnu, zakonodavnu i sudsku vlast, a prestalo bi sustavno nadglasavanje Hrvata na federalnoj razini. Time bi bilo omogućeno osnivanje javne televizije na hrvatskom jeziku, normalan razvoj gospodarstva, prestalo bi prelijevanje novca iz hrvatskih u bošnjačka područja, prestali bi i pritisci i na hrvatski jezik u prosvjeti i dr. Po procjenama vrhunskih ekonomskih stručnjaka, za 13 godina (od 1995. do 2008.) u Federaciji Bosne i Hercegovine, Hrvati su izgubili 4,5 milijarde konvertibilnih maraka, odnosno uplatili su za taj iznos više u proračun Federacije BiH nego što je proračunom vraćeno na ta ista područja. Ogroman diskontinuitet hrvatske federalne jedinice jamstvo je bošnjačkim političarima da se Hrvati niti mogu, niti žele izdvajati iz Bosne i Hercegovine. Sve i da imaju takve namjere jednostavno nemaju kamo. Pripajanje Hrvatskoj nemoguće je, a još manje vlastita međunarodno priznata država.

## Srodni članci
- Hrvati Bosne i Hercegovine
- Povijest Hrvata Bosne i Hercegovine

## Unutarnje poveznice
| - Hrvatska samouprava u Bosni i Hercegovini - Majorizacija Hrvata u Bosni i Hercegovini | - Federacija Bosne i Hercegovine - Postdaytonska Bosna i Hercegovina |